# 蒙德维尔 (埃松省)
蒙德维尔（法語：Mondeville，法語發音：[mɔ̃dvil] ⓘ）是法国法兰西岛大区埃松省的一个市镇，属于埃唐普区。

## 地理
蒙德维尔（48°29'28"N, 2°24'56"E）面积6.7 平方千米，位于法国法蘭西島大區埃松省，该省份为法国北部内陆省份，北起上塞纳省和马恩河谷省，西接厄尔-卢瓦省和伊夫林省，南至卢瓦雷省，东临塞纳-马恩省。
与蒙德维尔接壤的市镇（或旧市镇、城区）包括：尚克伊、博尔讷、埃科勒河畔苏瓦西、维代勒。

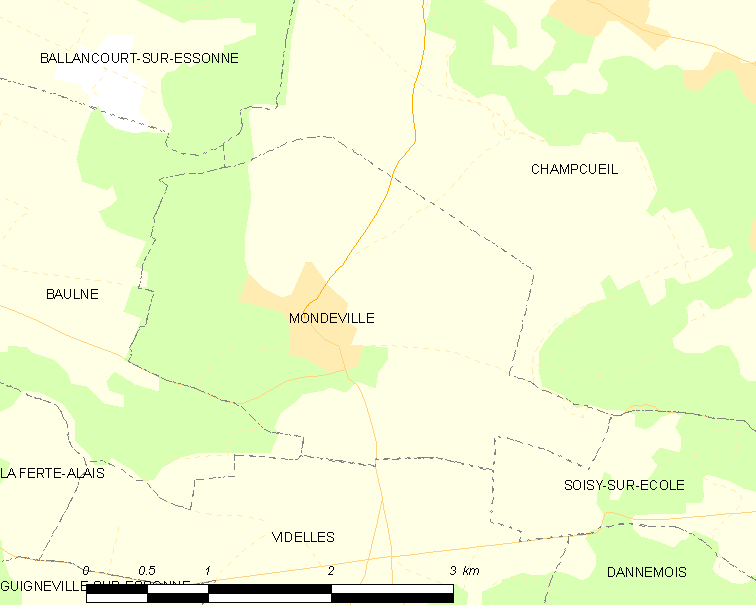
的OSM定位图

蒙德维尔的时区为UTC+01:00、UTC+02:00（夏令时）。

## 行政
蒙德维尔的邮政编码为91590，INSEE市镇编码为91412。

## 政治
蒙德维尔所属的省级选区为梅讷西县。

## 人口

1962-2008年间人口变化图示

蒙德维尔于2022年1月1日时的人口数量为724人。